# Stenose
Eine Stenose (altgriechisch στένωσις sténosis, deutsch ‚Verengung‘) ist eine Verengung oder Verengerung (des Lumens) bzw. Engstelle (verengte Stelle) von Hohlorganen (zum Beispiel von Blutgefäßen, der Luftröhre, der Harnleiter oder der Harnröhre). Ursachen, Symptome, Diagnostik und Behandlung hängen von der Lokalisation und klinischen Befunden ab. Als Stenosierung bezeichnet man den Vorgang der Verengerung.

## Stenosen der Blutgefäße

Stenose in der A. carotis communis im Ultraschall. Die Flussgeschwindigkeit ist in der Stenose erhöht.

Stenosen der Blutgefäße werden zumeist durch Arteriosklerose verursacht, können aber auch durch Verletzungen oder Entzündungen entstehen oder angeboren sein.
Mit Restenose wird der erneute Verschluss des Blutgefäßes nach erfolgter Behandlung bezeichnet. Dies ist eine häufige Komplikation zum Beispiel nach dem Einsetzen eines Stents, wenn körpereigenes Gewebe in das Gefäß hinein wuchert und es dadurch wieder verengt.
Bei der Koronaren Herzkrankheit (KHK) macht sich eine Stenose oft durch pektanginöse Beschwerden bemerkbar. Eine Stenose ist oft die Vorstufe eines Verschlusses, die dann zum akuten Herzinfarkt führt.
Liegen Stenosen an den arteriellen Beingefäßen vor, spricht man von der peripheren arteriellen Verschlusskrankheit. Es kommen auch Stenosen an den Nierenarterien (Nierenarterienstenose), den Iliakalgefäßen und an den Halsgefäßen (Carotisstenose) vor. Letztere stellen ein Risiko für einen Hirninfarkt durch Gefäßverschluss oder arterielle Embolie dar.
Zur Diagnostik werden Sonografie bzw. Stressechokardiografie, digitale Subtraktionsangiografie bzw. Koronarangiographie, Magnetresonanzangiografie und Computertomografieangiografie eingesetzt.
Häufig ist lediglich eine medikamentöse Behandlung indiziert, bei der Blutdruck, Triglyceride und Cholesterin gesenkt werden sowie Gerinnungshemmer gegeben werden. Es gibt aber auch Indikationen, bei denen Stenosen mit einer Angioplastie (mit oder ohne Stenting) oder mit einem Bypass behandelt werden. Bei den Koronargefäßen heißen diese Verfahren PTCA (auch Ballondilatation) bzw. Koronararterien-Bypass.

## Stenosen der Herzklappen
Als Aortenstenose wird die angeborene oder erworbene Verengung der Aortenklappe bzw. (wie bei der Aortenisthmusstenose) des Ausflusstraktes der linken Herzkammer verstanden. Auch an anderen Herzklappen treten Stenosen auf, vor allem im Bereich der Pulmonalklappe, seltener sind die Atrioventrikularklappen (Mitralklappe und Trikuspidalklappe) betroffen. Charakteristisch für Stenosen ist bei der Auskultation ein abgesetztes, an- und abschwellendes Herzgeräusch (Crescendo-Decrescendo-Typ).

## Weitere Stenosen
- Ösophagusstenose (Speiseröhrenstenose, kann z. B. durch eine Ösophagusatresie, ein Ösophaguskarzinom, ein Magenkarzinom im Antrum pyloricum oder durch narbige Veränderungen hervorgerufen werden).
- Magenausgangsstenose (kommt z. B. bei Pylorus-Hypertrophie oder bei einem Magenkarzinom im Pylorus-Bereich des Magens vor).
- Darm-Stenose, im Extremfall Darmverschluss (kann z. B. beim Morbus Crohn auftreten,[4] aufgrund von Briden oder bei einer Strahlenenteritis).
- Gallengangs-Stenose (auch DHC-Stenose genannt; kann z. B. als narbige Veränderung nach einem Gallensteinleiden auftreten, bei einem Pankreaskarzinom oder bei einem Gallengangskarzinom).
- Luftröhren-Stenose (Trachealstenose) oder Bronchus-Stenose (Bronchialstenose). Kann zu Dyspnoe (Luftnot) oder Atelektasen führen, kommt z. B. bei Lungenkrebs oder sehr großer Struma der Schilddrüse vor.
- Harnleiter-Stenose (sogenannte Ureterstenose oder obstruktive Uropathie, kann zu einem Harnstau führen).
- Spinalkanalstenose (als Cauda-equina-Syndrom, z. B. bei Bandscheibenvorfall).
- Stenose der Foramina der Hirnventrikel oder des Aquäduktes (Aquäduktstenose) führt zum Hydrocephalus.
- Lymphgefäß-Stenose (z. B. bei Krebserkrankungen oder nach Operationen. Kann zum Lymphödem, im Extremfall zur Elephantiasis führen).
- Ringbandstenose: Siehe Schnellender Finger.